# Henri Mineur
 (février 2021).
Pour les articles homonymes, voir Mineur.
Henri Mineur, né le 7 mars 1899 à Lille et mort le 7 mai 1954 à Paris, est un mathématicien, astrophysicien et astronome français.

## Biographie
En 1917, Henri Mineur fut reçu premier à l'École normale supérieure, mais il décida de servir dans l'armée pendant la Première Guerre mondiale. Après la guerre, il obtint son agrégation de Mathématiques en 1921. En plus d'étudier pour obtenir un diplôme d'études supérieures, il accepte une chaire de mathématiques au lycée français de Düsseldorf. Il a obtenu son doctorat en 1924.
Passionné par l'astronomie depuis toujours, il quitta son poste d'enseignant, en 1925, pour rejoindre l'Observatoire de Paris. Au cours de sa carrière d'astronome, il fit un certain nombre de contributions notables. Il a observé la variation des mouvements des étoiles en fonction de leur distance par rapport au noyau d'une galaxie. Il a également constaté qu'il y avait des amas globulaires dans la galaxie orbite dans un sens rétrograde. Il a également découvert une erreur importante dans la loi période-luminosité de la Céphéide (une étoile géante ou supergéante jaune, de 4 à 15 fois plus massive que le Soleil et de 100 à 30 000 fois plus lumineuse, dont l'éclat varie de 0,1 à 2 magnitudes selon une période bien définie, comprise entre 1 et 135 jours, d'où elle tire son nom d'étoile variable), et qui avait donné lieu à une importante sous-estimation de la taille de l'univers. Henri Mineur travailla avec l'astrophysicienne Renée Canavaggia sur les méthodes numériques et la classification stellaire.
En 1936, il a fondé l'Institut d'Astrophysique de Paris. Il est devenu le directeur de cet établissement et a conservé ce poste jusqu'à sa retraite. Il a été l'un des fondateurs du C.N.R.S. et de l'observatoire de Haute-Provence.
Au cours de la Seconde Guerre mondiale il a participé à la Résistance française contre les nazis et l'occupation, au péril de sa vie à l'occasion d'un certain nombre d'actions. Après la guerre, sa santé s'est dégradée et autour de 1950 et il a souffert du cœur avec des problèmes cardio-vasculaires ainsi que du foie jusqu'à sa mort survenue à Paris en 1954.
L'union astronomique internationale a donné le nom de Mineur à un cratère lunaire.